# Автомагістраль A3 (Бельгія)
Автомагістраль A3 — це бельгійська автомагістраль (в основному класифікується як E40), що тягнеться зі сходу Брюсселя (бульвар Рейерс), через Левен і далі до Льєжа. Відразу за кільцем Льєжа автомагістраль веде до Верв’є, Ойпена та німецького кордону.
Ділянка між Льєжем (перехрестя Hauts-Sarts) і кордоном з Німеччиною є частиною автомагістралі Короля Бодуена (Baldwin König Autobahn німецькою). Перетинаючи від Есбей, валлонська ділянка між Левеном і Льєжем називається Хесбіньон.

## Зображення

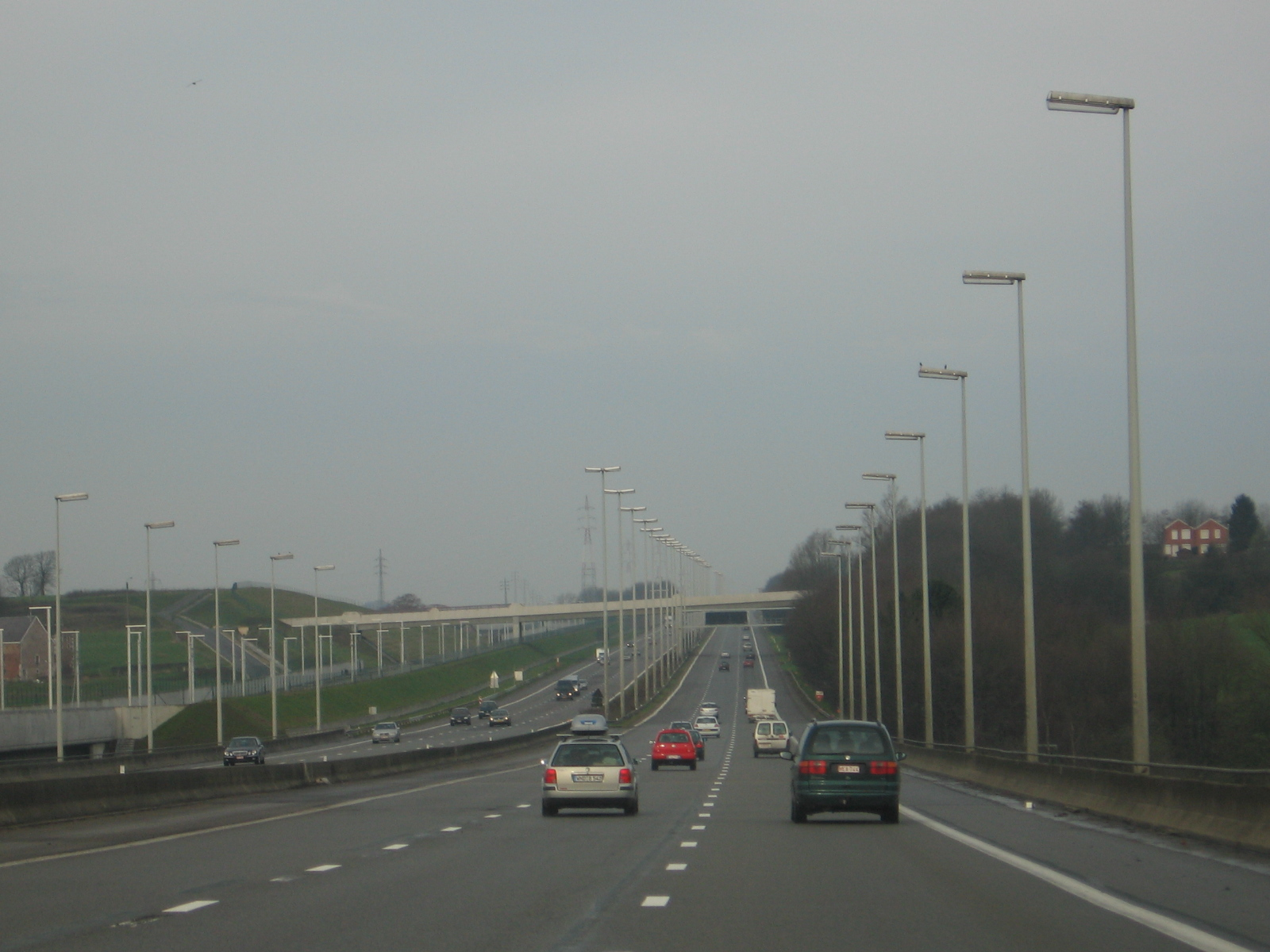
A3 біля Ерве.
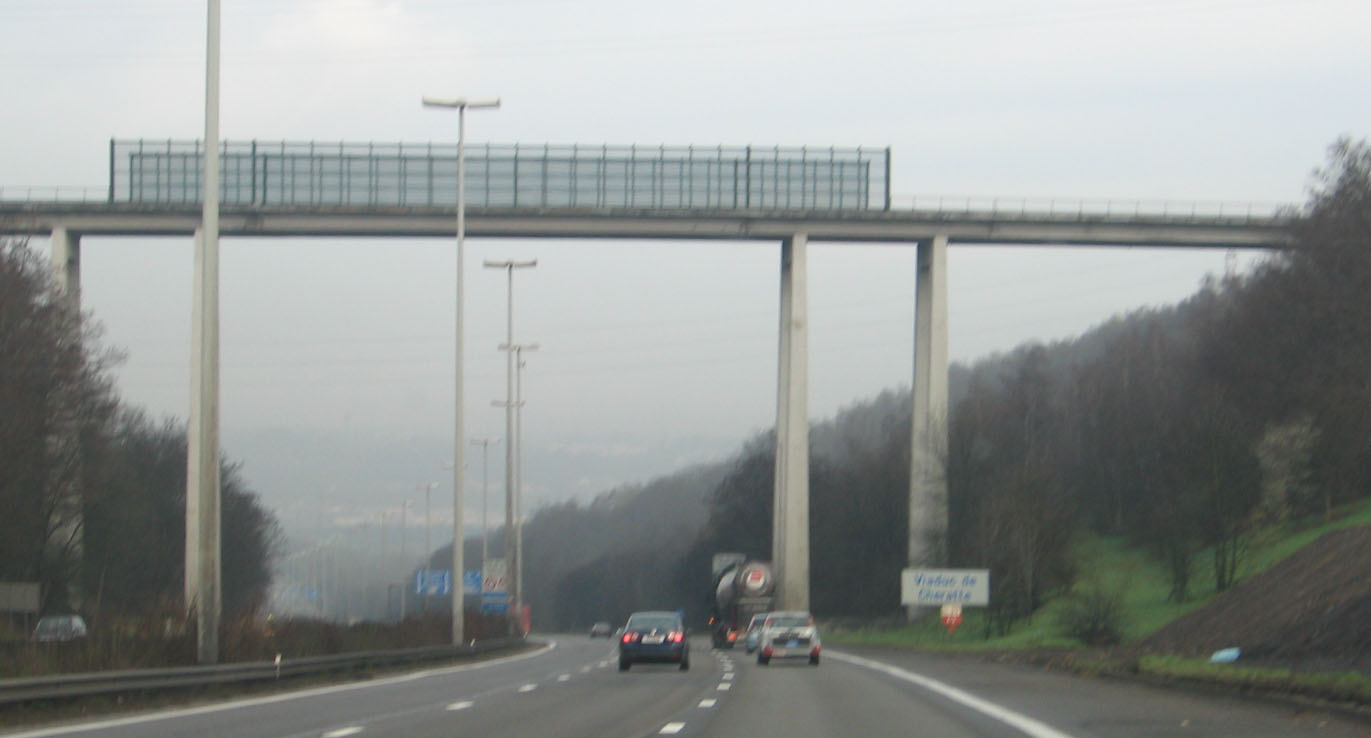
Віадук Шерат.
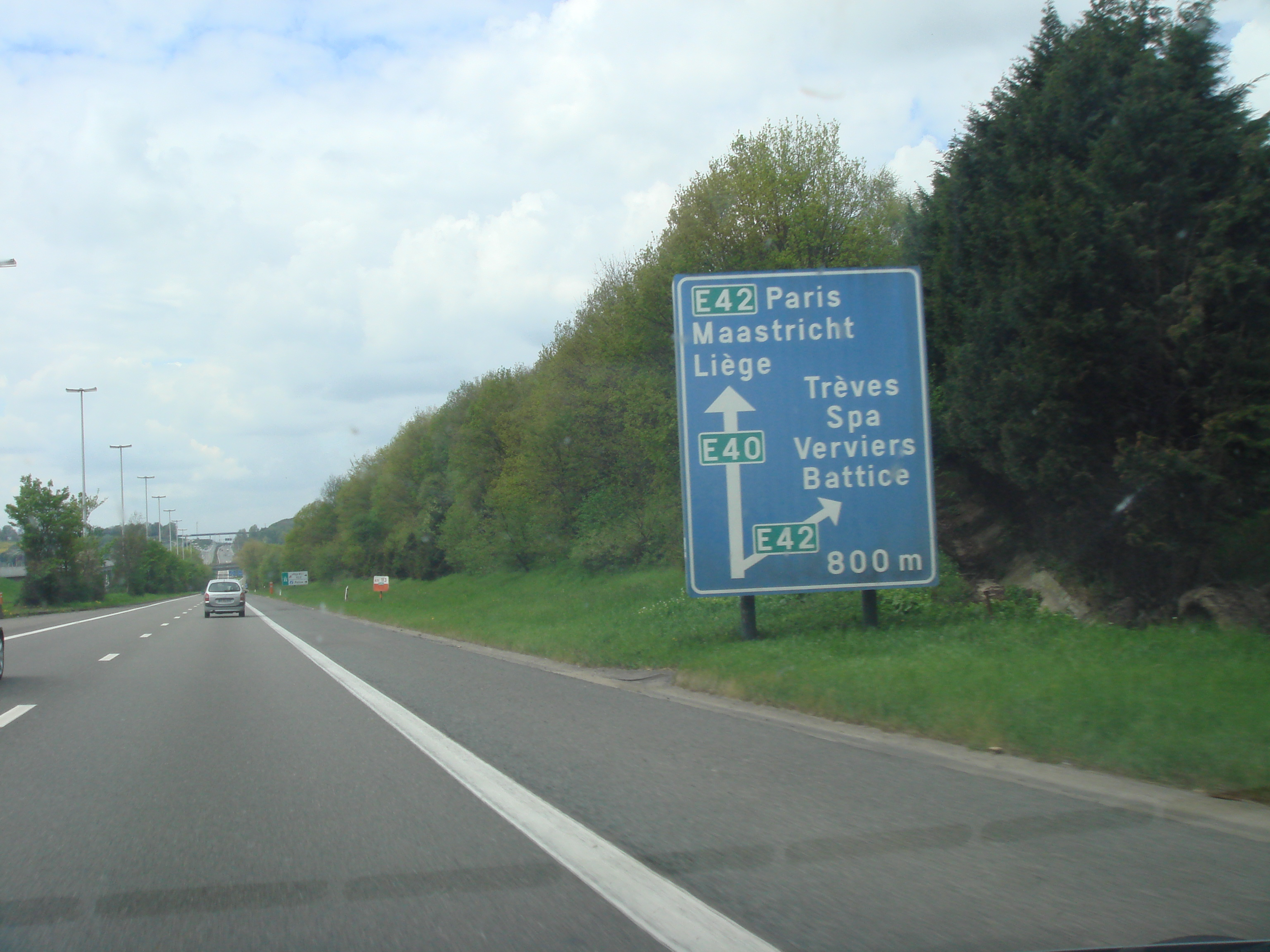
A3 біля перетину з E42.
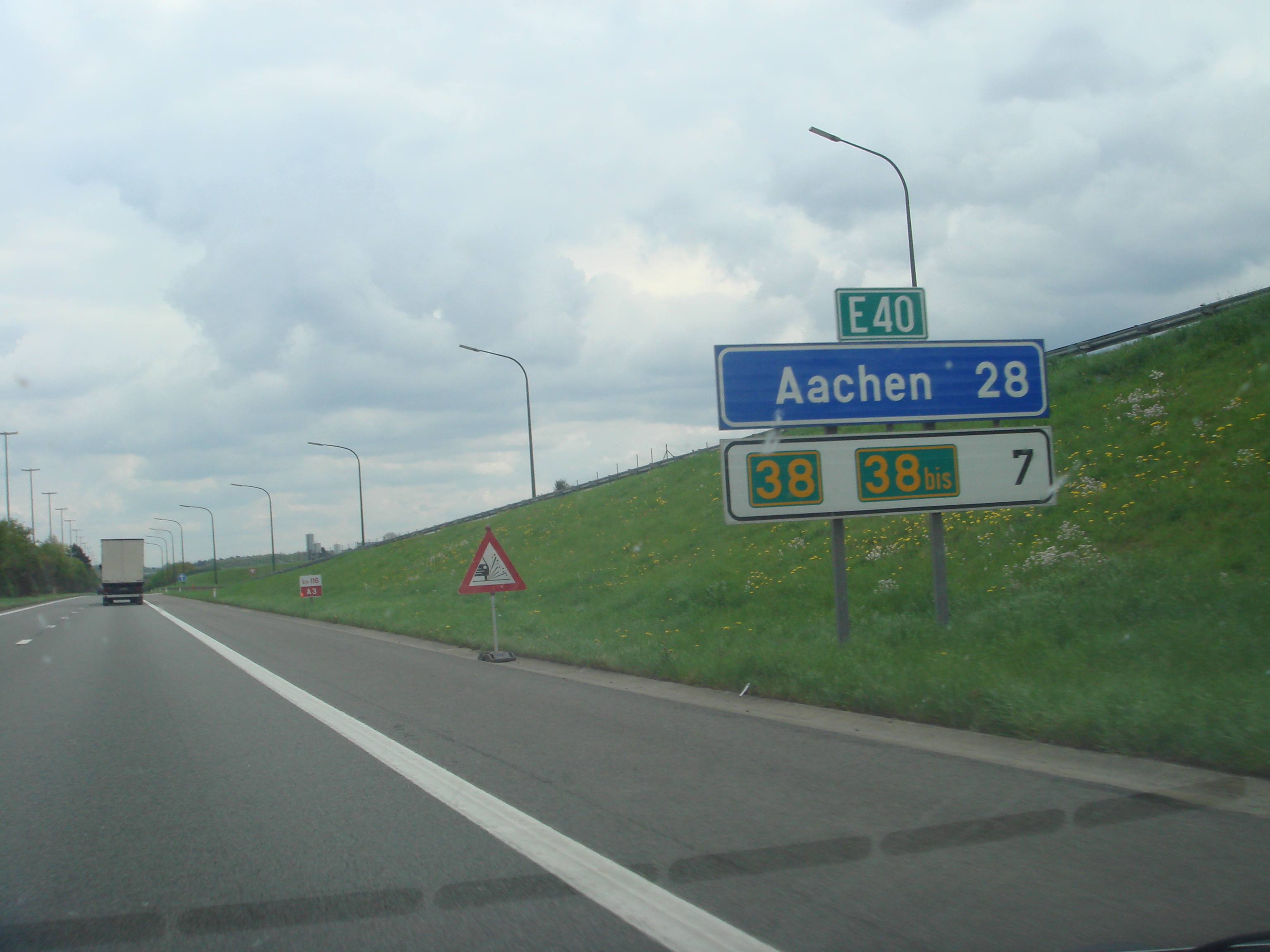
А3 в напрямку Аахена, Німеччина.